# Saint-Genès-la-Tourette
Saint-Genès-la-Tourette è un comune francese di 186 abitanti situato nel dipartimento del Puy-de-Dôme nella regione dell'Alvernia-Rodano-Alpi.

## Società

### Evoluzione demografica
Abitanti censiti